# Francisco Durán Domínguez
Francisco Durán Domínguez, (17 de novembre de 1911, Casar de Càceres, Espanya), és un poeta, autor dels poemes Miedo sabroso i El Mendigo.

## Biografia
De jove va treballar com "porqueiro" en un ramat de porcs, amb poc temps per anar a escola i la seva afició per les lletres va venir per la lectura de Luis Chamizo Trigueros i de José María Gabriel i Galán. Al començament de la Guerra civil, Francisco va ser presoner durant diversos mesos, ocasió que va aprofitar per escriure. En aquests temps va escriure Miedo sabroso (1939) i El Mendigo (1940). Des que va sortir de la presó va treballar en RENFE fins a jubilar-se.

## Obra
- Miedo sabroso. —primer premi en "Habla popular" en la primera edició de el concurs de poesia "Ruta de lana Plata".—
- El Milagro. —Guanyador en la categoria "Habla popular" en la segona edició de el concurs de poesia "Ruta de lana Plata".—
- Lana Pitera. —Accesit en la categoria "Habla popular" en la segona edició del certamen.—
- El Mendigo. —Accesit en la categoria "Habla popular" en la quarta edició de el concurso de poesia "Ruta de lana Plata".—